# Bachar Jaafari
Bachar Jaafari, également orthographié Bashar Ja'afari (en arabe : بشار الجعفري), né le 14 avril 1956 à Damas, est l'ancien représentant permanent de la République arabe syrienne auprès des Nations unies.
Il est vice-ministre des Affaires étrangères de la Syrie entre 2020 et 2022. Il défend régulièrement le régime syrien en niant les accusations de crimes de guerre, notamment les attaques sur les civils, y compris l'emploi d'armes chimiques.

## Biographie

### Formation
Il est titulaire d'un baccalauréat ès arts et littérature française, un diplôme d'études supérieures en traduction et arabisation de l'Université de Damas, un diplôme de relations politiques internationales de l'Institut international d'administration publique, un diplôme d'études supérieures en gestion des organisations internationales et un Doctorat 3ème cycle en science politique de l'Université de Sceaux, doctorat d’État en science politique de l'université de Paris et un doctorat d’État en histoire de la civilisation islamique en Asie du Sud-Est de l'université Sharif Hedayatullah.

### Carrière diplomatique
Bachar al-Jaafari commence sa carrière en 1980 en tant que diplomate au ministère syrien des Affaires étrangères.
Il est diplomate en France, jusqu'en 1983, secrétaire d'ambassade puis conseiller auprès de la Mission permanente de la République arabe syrienne auprès des Nations unies en 1991. Il revient ensuite en France, comme conseiller à l'ambassade de Syrie à Paris en 1997. Il est ensuite nommé ambassadeur de Syrie en Indonésie en 1998 puis directeur du Département des organisations internationales au ministère syrien des Affaires étrangères en 2002.
En 2006, il est nommé représentant permanent de la Syrie auprès des Nations unies, au siège de l'organisation, à New York,. Il est chargé des négociations du régime syrien lors des différents cycles de négociation sur le conflit syrien.

#### Propagande de guerre
Dans le cadre de sa fonction, Jaafari participe activement à la propagande de guerre, défendant sans régime le régime Assad. Il réfute régulièrement toute accusation de violence de la part du régime syrien contre des civils, nie l'emploi d'armes chimiques par le régime (ou accuse les rebelles), y compris en accusant les occidentaux de fomenter des complots contre le régime de Bachar el-Assad,,. L'agence de presse turque Anadolu écrit qu'« Al-Jaafari assure le rôle de "machine à mensonges" du régime de Bachar al-Assad ».
En 2013, il accuse les services secrets d'avoir perpétré le massacre de la Ghouta, attaque chimique la plus meurtrière du conflit.
En 2016, il suscite la polémique dans les médias anglophones lorsqu'un journaliste lui demande si le régime est responsable de bombardements meurtriers de deux hôpitaux à Alep et qu'il part, éludant la question en riant avant de partir,,,.
Il suscite également la critique en déclarant publiquement son « amour » pour deux propagandistes occidentales pro-Assad, les blogueuses Eva Bartlett et Vanessa Beeley.

#### Vice-ministre des affaires étrangères
Le 22 novembre 2020, après le décès de Walid al-Mouallem, Fayçal al-Meqdad, jusqu'alors vice-ministre, est nommé ministre des Affaires étrangères. Bachar al-Jaafari devient son vice-ministre des Affaires étrangères.

### Vie privée
Jafaari est alaouite. Il est marié et père de trois enfants, dont Sheherazade Jaafari, connue pour être à la tête d'un équipe de relation publique pour le couple Assad. Elle a donné des conseils en communication à Bachar el-Assad depuis les États-Unis, organisé des interviews pour lui et donné des informations élogieuses à propos du clan Assad à une journaliste de Vogue écrivant le portrait d'Asma el-Assad.
Bachar al-Jaafari parle couramment l'arabe, l'anglais, le français et le persan.

## Action en justice
Il a poursuivi l'ancien mari de sa fille Yara, l'acteur Mustafa El Khani, en 2017, l'accusant de diffamation après que ce dernier ait accusé, dans un post sur Facebook, son fils, Amir Jaafari, d'avoir attaqué un détachement de police à Damas.